# Marcus Horatius Barbatus
Marcus Horatius Barbatus was een Romeinse consul in 449 v.Chr. ten tijde van de Romeinse Republiek.
Hij stamde uit de gens Horatia, een van de oudste patricische families in het oude Rome. Hij werd in 449 v.Chr. samen met Lucius Valerius Poplicola Potitus verkozen tot consul. Samen met zijn medeconsul voerde hij de leges Horatiae Valeriae in. Deze wetten kwamen tot stand na de tweede secessio plebis, waarbij de plebejers Rome verlieten om de decemviri te dwingen af te treden. Dat kwam zo: in 452 v.Chr. werd in de voortdurende sociale strijd tussen de patriciërs en het volk een commissie van tienmannen aangesteld, de decemviri legibus scribundis. Tot die tijd heerste het gewoonterecht, waarbij werd rechtgesproken door een groep priesters, de pontifices. De tienmannen stelden de eerste geschreven wetten van de Romeinse Republiek op, de Leges of Lex duodecim Tabularum ofwel Twaalftafelenwet. In 450 v.Chr. werden geen consuls en volkstribunen gekozen en hadden de decemviri het imperium, de feitelijke macht over de republiek. Nadat de tienmannen waren gedwongen af te treden en de nieuwe consuls waren gekozen werd door deze wetten de invloed van het volk op de republiek hersteld.